# マネー・ホイール
マネー・ホイール(money wheel)は、カジノのチャンスゲームの一種である。面を中心より放射状に多数の区画に等分割し、その境界の外周に近い部分に金属製の杭を垂直に打ち込んで区画を明確にした円盤を、支柱に垂直に取り付けて回転させ、どの区画が所定の位置に停止するかを予想するゲームである。ビッグシックス(big six / big6)、ホイール・オブ・フォーチュン(wheel of fortune)とも呼ばれる。カジノだけでなく、イベントや遊園地のアトラクションのようなシーンでも良く利用される。

## ゲームの進行
円盤の各区画には、数種類のシンボルのうちのいずれか一つが描かれており、ベットテーブルの上にもこれと同じシンボルが描かれているので、プレイヤーは所定の位置に停止すると予想するシンボルの上に賭け金を置く。何箇所に賭けても良い。全てのプレイヤーが賭けを終えると、ディーラーは円盤を回転させる。回転する円盤を支える支柱の頂点には、皮革とフェルトでできたクラッパー(clapper)と呼ばれるベロが円盤の前面に垂れ下がるように取り付けられており、円盤が回転している間は円盤に打ち込まれた金属製の杭がクラッパーを連続して叩いて、このゲーム独特の音を発する。最終的に円盤が停止すると、クラッパーは必然的に二つの杭の中間に留まり、その区画に描かれているシンボルが当選シンボルとなる。ディーラーは、このシンボルへの賭けがあった場合は所定の配当を行い、それ以外のシンボルへの賭けを回収する。

## 用具について
ゲーム用具の規格は、国、地域、あるいはカジノごとに異なる。イギリスやオーストラリア、ニュージーランドでは、直径1.5メートル以上の円盤の面を52個の区画に等分し、7種類のシンボルを振り分ける。北米では、この区画を54個としているものが多い。

## シンボルについて
殆どの場合、オッズの数字そのものがシンボルとして描かれている。オッズはゲーム用具の規格と同様、地域やカジノにより一定していない。イギリスの例では、1、3、5、10、20、50(A)、50(B)の7種類のシンボルがあり、これらのシンボルが52個の区画に対して、それぞれ24個、12個、8個、4個、2個、1個、1個が振り分けられている。

## 注意点
オーストラリアやニュージーランドにおけるマネー・ホイールは、どのシンボルも期待値が一定に設定されているが、英国や米国ではシンボルによって期待値が異なる。英国では、最高配当の50倍に賭けた場合の期待値が最も高く、多くのゲームが高いオッズほど期待値を低く設定する中にあって、例外的である。アメリカでは、カジノごとに設定が異なるため一概には言えないが、一般的には、カジノで行われるゲームの中では期待値が低く分が悪いゲームと認識されている。しかし、ルールが簡単であるため、ゲームに詳しくない一般客が軽く遊ぶゲームとして適しており、また、そのような客が楽しむ様子がカジノの看板となる効果を期待して、外の通りから覗ける位置に設置しているカジノもある。